# Adweek
 (novembre 2015).
Si vous disposez d'ouvrages ou d'articles de référence ou si vous connaissez des sites web de qualité traitant du thème abordé ici, merci de compléter l'article en donnant les références utiles à sa vérifiabilité et en les liant à la section « Notes et références ».
Adweek est un magazine hebdomadaire américain concernant le domaine de la publicité, publié pour la première fois en 1978.